# Jacopo Strada
Pour les articles homonymes, voir Strada.
Jacopo Strada, francisé en Jacques de Strada, (né en 1507 à Mantoue, mort en 1588 à Vienne) est, en tant que peintre, architecte, orfèvre, inventeur de machines, numismate, linguiste, collectionneur et marchand d'art, un de ces créateurs aux multiples talents qui ont marqué la Renaissance.

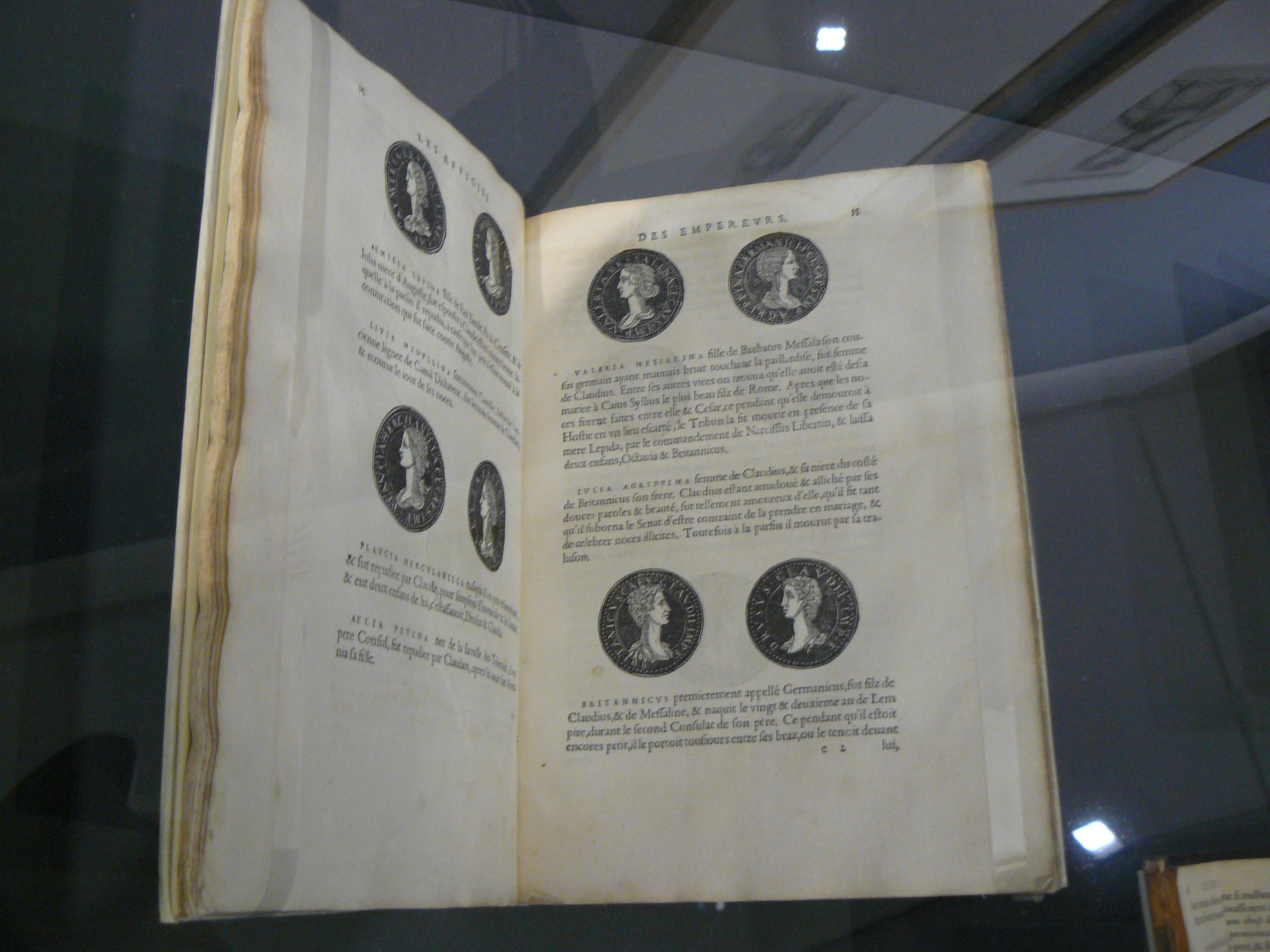
Page de lEpitome du Thresor des antiquitez, 1553

Entre 1552 et 1555, il séjourne à Lyon, où il publie en 1553 une Epitome du Thresor des Antiquitez, C'est à Dire, Pourtraits des Vrayes Medailles des Empp. Tant d'Orient Que d'Occident. De l'estude de Iaques de Strada Mantuan antiquaire, recueil de courtes biographies des empereurs et impératrices romaines, accompagnées de dessins censés reproduire des monnaies antiques, ou parfois fruit de son imagination.
Dès 1557, il fut un artiste et architecte officiel au service de trois empereurs successifs : Ferdinand Ier, Maximilien II et Rodolphe II.
En outre, il a travaillé pour le duc de Bavière Albert V pour qui il a conçu l'Antiquarium (galerie d'antiques) de la Résidence de Munich. Sa collection de statues antiques y est encore visible.
Le peintre Titien a fait de lui un portrait (vers 1567), aujourd'hui conservé au Kunsthistorisches Museum de Vienne.
Son fils Ottavio est représenté la même année par le Tintoret avec la personnification de l'abondance. Cette toile est conservée au Rijksmuseum d'Amsterdam.